# Fredrik Pallesen Knudsen
Fredrik Pallesen Knudsen, né le 30 août 1996 à Bergen en Norvège, est un footballeur norvégien, qui évolue au poste de défenseur central au SK Brann.

## Biographie

### Débuts professionnels
Né à Bergen en Norvège, Fredrik Pallesen Knudsen est formé par le club de sa ville natale, le SK Brann, avec lequel il fait ses débuts en professionnel, jouant son premier match le 26 novembre 2014 lors d'un match de barrage de relégation face au Mjøndalen IF, où il est titularisé. Son équipe perd la rencontre sur le score de trois buts à zéro. À la suite des deux confrontations avec ce club, le SK Brann est relégué.
Il découvre alors la deuxième division norvégienne. Il joue son premier match dans la compétition le 27 avril 2015 face au FK Jerv (2-2). Il joue peu mais son équipe parvient à terminer deuxième du championnat et ainsi remonter dans l'élite. Toutefois il ne découvre pas la première division avec son club formateur, il est prêté à l'Åsane Fotball en 2016, club évoluant alors en deuxième division et où il a fait bonne impression.

### FK Haugesund
Le 30 janvier 2017, Fredrik Pallesen Knudsen s'engage  avec le club du FK Haugesund, club avec lequel il découvre l'Eliteserien, l'élite du football norvégien. Il joue son premier match de première division le 9 avril 2017 face au Lillestrøm SK. Il est titularisé lors de cette rencontre que son équipe remporte sur le score de deux buts à zéro.
Le 6 mai 2018 il inscrit son premier but pour le FK Haugesund lors d'un match de championnat contre le Vålerenga Fotball. Il entre en jeu et marque le deuxième but des siens. Les deux équipes se neutralisent ce jour-là (2-2 score final).

### Retour à Brann
Le 12 août 2021, Fredrik Pallesen Knudsen fait son retour au SK Brann.

### En équipe nationale
Il reçoit sa première sélection avec l'équipe de Norvège espoirs le 24 mars 2017, contre le Portugal. Une rencontre perdue par les Norvégiens sur le score de trois buts à un.

## Vie personnelle
Fredrik Pallesen Knudsen rêve de jouer en Premier League et apprécie le Liverpool FC.